# Europa Jeep
L'Europa Jeep est un projet assez ambitieux de construction d'un véhicule militaire léger à 4 roues motrices tout terrain commun à l'Allemagne, la France et l'Italie, lancé en 1966.

## Le contexte historique
Depuis 1944, l’armée française a toujours été équipée en Jeep, d’origine américaine tout d’abord, avant d’être petit à petit remplacées par les Jeep fabriquées en France sous licence par Hotchkiss, la Jeep Hotchkiss M-201. Après avoir usé ses Jeep devenues très obsolètes car poussées dans leurs derniers retranchements, l'armée française en a demandé le remplacement au début des années 1960. Il lui faudra attendre les années 1970 pour obtenir un accord du pouvoir politique à la condition que ce soit un véhicule français puisque la volonté politique de cette époque, et encore aujourd'hui, est d’avoir une armée équipée en matériel français. Si cette volonté peut sembler louable, elle peut aussi coûter très cher. L’armée française a gardé à tout jamais le souvenir de la Delahaye VLR qui fut un échec cuisant, que l'on a aussi qualifié d'erreur stratégique grossière, au début des années 1950, car trop sophistiquée, peu fiable et qui a coûté une fortune aux contribuables.
Dans les années 1960, et durant la dizaine d'années qui ont suivi, l’armée a cherché vainement un constructeur français qui puisse produire une remplaçante à la Jeep, car le 4×4 était une catégorie de véhicules oubliée par les constructeurs nationaux. Des contacts sont pris avec les trois principaux constructeurs français pour concevoir un tel véhicule. L'armée leur fait miroiter une commande de 10.000 exemplaires pour les inciter à lancer le développement d’un véhicule de reconnaissance. Les grands constructeurs refusent très diplomatiquement en invoquant tous que le volume de la commande est trop faible pour amortir le coût d'un nouveau véhicule. Les petits constructeurs  étant tous en voie de disparition durant cette décennie, aucun n’avait la surface industrielle et financière suffisante pour mener à bien une telle entreprise.

## Le projet «Europa Jeep»
Face à ces problèmes et pour trouver urgemment une solution, la France propose une alliance à l’Allemagne et l’Italie pour lancer le projet « Europa Jeep » avec, à la clé, un volume potentiel de 50.000 véhicules à fournir aux trois armées en remplacement de leur matériel en service à l'époque :
- en Allemagne : le DKW Munga datant de 1956, le plus récent
- en France : le Hotchkiss M201 c'est-à-dire une Jeep CJ1 de 1941, le plus ancien et obsolète,
- en Italie : la Fiat Campagnola de 1951 dont l'étude de son remplaçant venait de débuter, la Campagnola 1107.

Le cahier des charges était le suivant :
- véhicule léger, amphibie à quatre roues motrices qui pourrait être produit en masse pour les trois pays et exporté,
- moteur multi combustibles de 40 à 50 Ch DIN soit environ 29 à 37 kW,
- vitesse maxi 95 km/h et une autonomie de 800 kilomètres,
- capacité de 500 kg de charge utile plus 750 kg sur une remorque,
- poids à vide maxi de 1,5 tonne,
- le véhicule doit pouvoir être transporté en avion et parachutable.

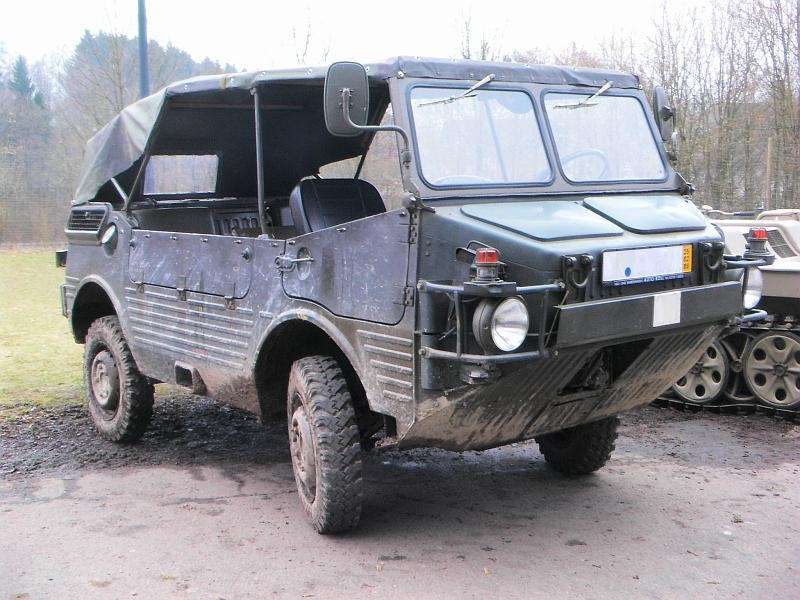
Prototype Europa Jeep de Fiat-MAN-Saviem

Dès le lancement de l'appel à candidatures, trois groupements de constructeurs sont constitués :
- Fiat, MAN et Renault,
- Moto Guzzi, NSU et Panhard/Citroën,
- Büssing, Hotchkiss et Lancia.

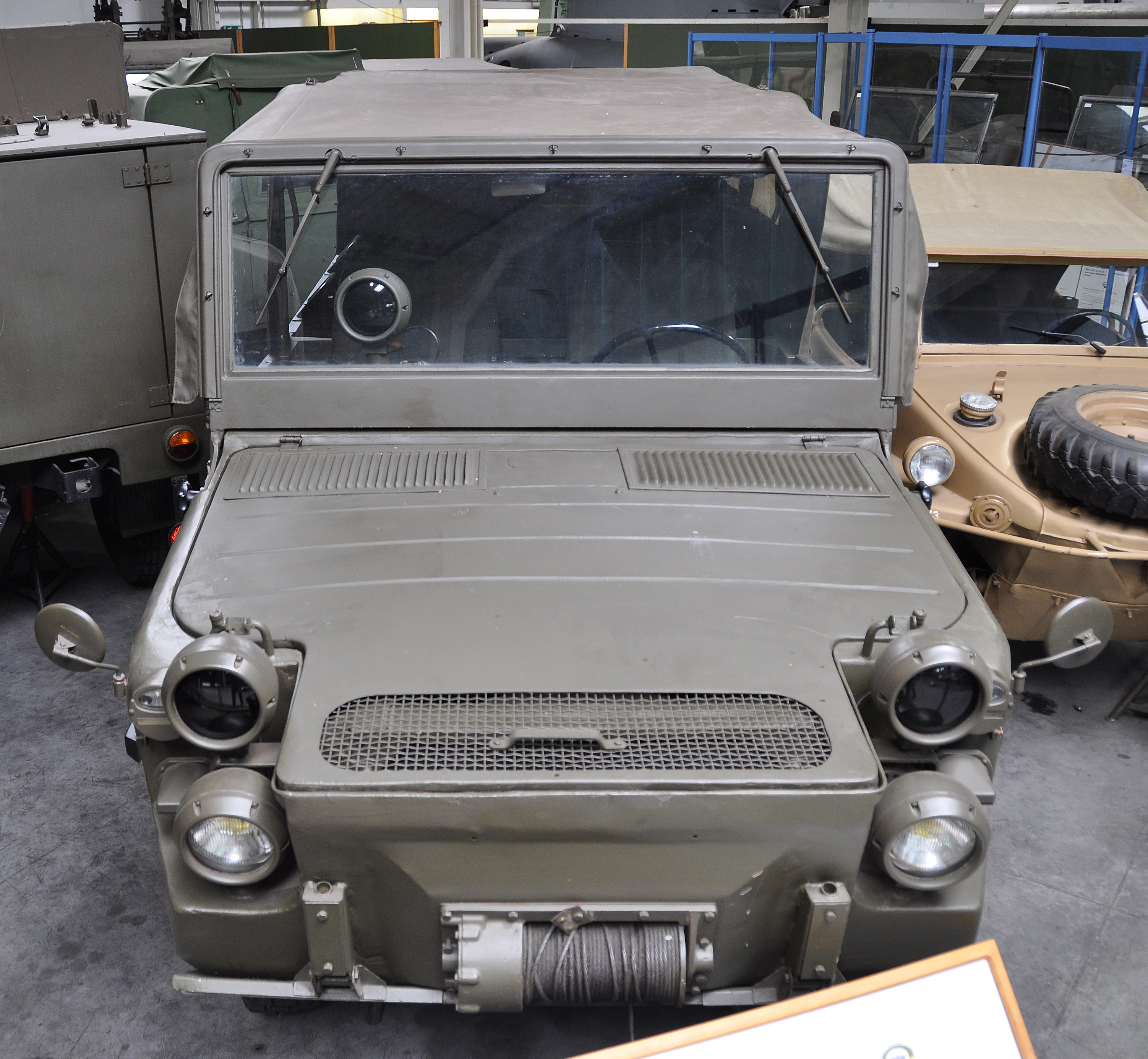
Europa Jeep de Büssing-Hotchkiss-Lancia

Seuls deux groupements acceptent de réaliser, sans compensation financière, un prototype :
- Fiat, MAN et Saviem (FMS),
- Büssing, Hotchkiss et Lancia.

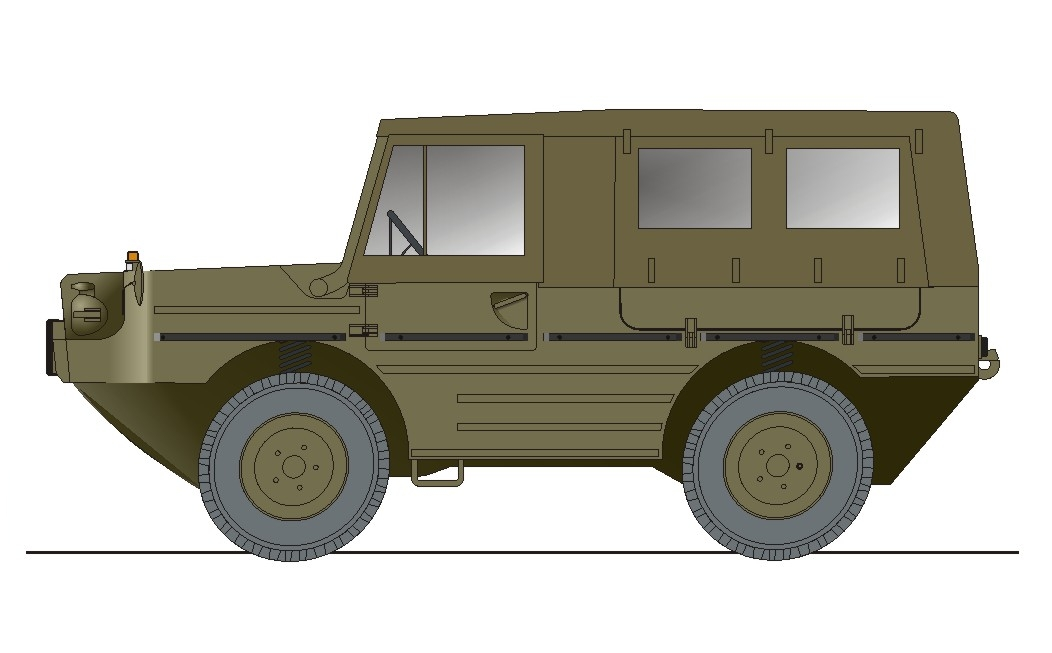
Vue latérale du prototype Büssing-Hotchkiss-Lancia

L'acte d'engagement des deux groupements en compétition stipulait que le prototype devait être présenté au plus tard en fin d'année 1970 pour être testé par chaque armée des trois pays.
Les deux prototypes sont présentés en 1972 et après la première série de tests, c'est le modèle du groupement Fiat-MAN-Saviem qui est retenu pour passer à l'étape suivante de mise au point définitive
Cette phase de développement du projet et la mise au point des 10 prototypes fabriqués est plus laborieuse que prévu car le cahier des charges évolue à plusieurs reprises. Les demandes françaises sont même souvent contradictoires avec les prescriptions d'origine. En 1976, alors que la mise au point des prototypes était quasiment achevée, avec une structure produite par Fiat et un moteur MAN refroidi par air, la France se retire brutalement.
Après l'abandon de la participation française, le projet poursuit son développement chez Fiat à Turin et le VCL est prêt pour la production en série. En 1977, le groupement Fiat-MAN soumet son offre pour la production en série. Le coût est plus élevé que prévu à cause du nombre réduit d'unités à produire, les deux pays Allemagne et Italie décident, en fin d'année 1977, d'arrêter le projet bilatéral.
Ce projet, qui était une énième tentative de l’Europe de la Défense, projet combattu par la France depuis toujours, a donc sombré. Le véhicule Fiat-MAN est présenté au grand public mais restera sans suite, chaque pays ayant décidé d'assurer indépendamment le développement de son propre véhicule. Fiat avait terminé, dès 1974, la mise au point de sa nouvelle Nuova Campagnola 1107 et l'Italie avait déjà passé commande de plusieurs centaines d'exemplaires et l'Allemagne avait rapidement mis à l'étude celui qui deviendra le Mercedes-Benz Classe G dont la France achètera une licence en 1978 pour en faire le Peugeot P4.

## Après le retrait français du projet
La France, quant à elle, a choisi d’acquérir en catastrophe un véhicule qui n'avait rien d'un VCL militaire en passant commande de 9 000 Citroën Méhari pour « soulager » les Jeep et faire patienter quelque temps les militaires condamnés à attendre encore longtemps un véhicule léger. Après l'échec du projet de coopération, l'armée doit accepter cette mauvaise solution temporaire. Elle reprend contact avec Citroën, Peugeot et Renault en fin d'année 1976 pour leur demander, à nouveau, d'accepter de concevoir leur future "Jeep". Les deux constructeurs (PSA et Renault) refusent catégoriquement. Le gouvernement et l’armée sont donc contraints de plier et d'accepter que les constructeurs français aillent chercher à l'étranger un partenaire pour construire le nouveau 4X4 "français".
Chez Renault, c’est du côté de l’Italie que l’on trouve le meilleur partenaire, avec Fiat et son 4 × 4 Campagnola de seconde génération apparu en 1974. Le contrat de licence négocié permet de franciser la Campagnola italienne en offrant la possibilité d'intégrer le moteur de la Renault 20TS, si celui-ci était préféré au moteur essence Fiat, et même d’assembler une partie des caisses en France. Les prototypes baptisés Renault TRM 500 sont réalisés en 1978 et l’armée les teste avec ses deux concurrents : le Citroën C44 et le Peugeot P4. Pour des raisons purement politiciennes, la chancellerie allemande ayant été très froissée du volte-face français dans le projet « Europa Jeep », le modèle Peugeot-Mercedes est choisi alors que le modèle Renault-Fiat était favori. Il aura fallu quatre ans pour passer du stade du modèle de pré-série à la mise en production, alors que le TRM 500 était déjà prêt à sa mise en fabrication puisque déjà utilisé par de nombreuses armées et à la fiabilité avérée.